# خوسيه أنطونيو دياز
خوسيه أنطونيو دياز هو مبارز بالسيف كوبي، ولد في 2 أغسطس 1938 في هافانا في كوبا.

## وصلات خارجية
- خوسيه أنطونيو دياز على موقع أوليمبيديا (الإنجليزية)